# Лажец
Лажец (мкд. Лажец) је насеље у Северној Македонији, у јужном делу државе. Лажец припада општини Битољ.

## Географија
Насеље Лажец је смештено у крајње јужном делу Северне Македоније, близу државне границе са Грчком (2 km јужно од насеља). Од најближег већег града, Битоља, насеље је удаљено 16 km јужно.
Лажец се налази у југозападном делу Пелагоније, највеће висоравни Северне Македоније. Насељски атар је равничарски, док се ка западу издиже планина Баба. Надморска висина насеља је приближно 600 метара.
Клима у насељу је умереноконтинентална.

## Становништво
Лажец је према последњем попису из 2021. године имао 228 становника.
| Национални састав према попису из 2021.‍ | Национални састав према попису из 2021.‍ | Национални састав према попису из 2021.‍ | Национални састав према попису из 2021.‍ | Национални састав према попису из 2021.‍ |
| --------------------------------------- | --------------------------------------- | --------------------------------------- | --------------------------------------- | --------------------------------------- |
|                                         |                                         |                                         |                                         |                                         |
| Албанци                                 | Албанци                                 |                                         | 117                                     | 51,3%                                   |
| Македонци                               | Македонци                               |                                         | 105                                     | 46%                                     |

Већинска вероисповест је православље, а мањинска ислам.